# NN-180
La carretera NN‑180 es una vía departamental secundaria del departamento de Estelí. Cuenta con una longitud aproximada de 4,90 kilómetros y comunica las localidades de San Pedro con Las Mesas, ambas pertenecientes al municipio de Estelí.

## Trazado y cruces
| km  | Localidad / Punto | Departamento | Conexión / Ruta |
| --- | ----------------- | ------------ | --------------- |
| 0,0 | San Pedro         | Estelí       |                 |
| 2,4 | El Sauce          | Estelí       |                 |
| 4,9 | Las Mesas         | Estelí       |                 |

## Coordenadas
Uno de los tramos de la NN‑180 puede ser encontrado en las coordenadas: 13°06′31″N 86°20′25″O / 13.1087, -86.3404